# Tavevele Noa
Tavelele Noa (ur. 20 kwietnia 1992) – lekkoatleta z Tuvalu specjalizujący się w biegach sprinterskich, uczestnik Letnich Igrzysk Olimpijskich 2012 w Londynie.

## Wyniki olimpijskie

### Letnie Igrzyska Olimpijskie 2012
| Konkurencja | Eliminacje | Eliminacje | Ćwierćfinał | Ćwierćfinał | Półfinał | Półfinał | Finał | Finał   |
| Konkurencja | Wynik      | Miejsce    | Wynik       | Miejsce     | Wynik    | Miejsce  | Wynik | Miejsce |
| ----------- | ---------- | ---------- | ----------- | ----------- | -------- | -------- | ----- | ------- |
| 100 m       | 11,55      | 6.         | NQ          | NQ          | NQ       | NQ       | NQ    | NQ      |

## Rekordy życiowe
- Bieg na 60 metrów – 7,61 (Stambuł, 2012)
- Bieg na 100 metrów – 11,55 (Londyn, 2012)